# Acropora pharaonis
Acropora pharaonis är en korallart som först beskrevs av Milne Edwards och Jules Haime 1860.  Acropora pharaonis ingår i släktet Acropora och familjen Acroporidae. IUCN kategoriserar arten globalt som sårbar. Inga underarter finns listade i Catalogue of Life.